# Euplica brunnidentata
Euplica brunnidentata is een slakkensoort uit de familie van de Columbellidae. De wetenschappelijke naam van de soort is voor het eerst geldig gepubliceerd in 2008 door de Maintenon.